# Contea di Jiaocheng
La contea di Jiaocheng (交城县S, Jiāochéng XiànP) è una contea della Cina, situata nella provincia dello Shanxi e amministrata dalla prefettura di Lüliang.